# На Касках
На Касках (пол. Na kaskach) — польский дворянский герб.

## Описание
Dziennik Praw Królestwa Polskiego (Дневник законов Царства Польского), т.IX, стр. 54–61, опубликовано 9 ноября 1824 г.
На щите с золотой каймой в голубом поле черная буйволова голова с белым пятном посреди лба. Над щитом золотая корона с пятью листьями между двух шлемов, тыльными сторонами к ней обращенными и увершенных каждый тремя страусовыми перьями, из которых средние голубые, а боковые красные.

## Герб используют
Франц Воловский жалован 17 апреля 1823 года дипломом на потомственное дворянское достоинство Царства Польского. Герб не внесен в Общий Гербовник, Гербовник Царства Польского или Дипломные сборники.